# Eion Bailey

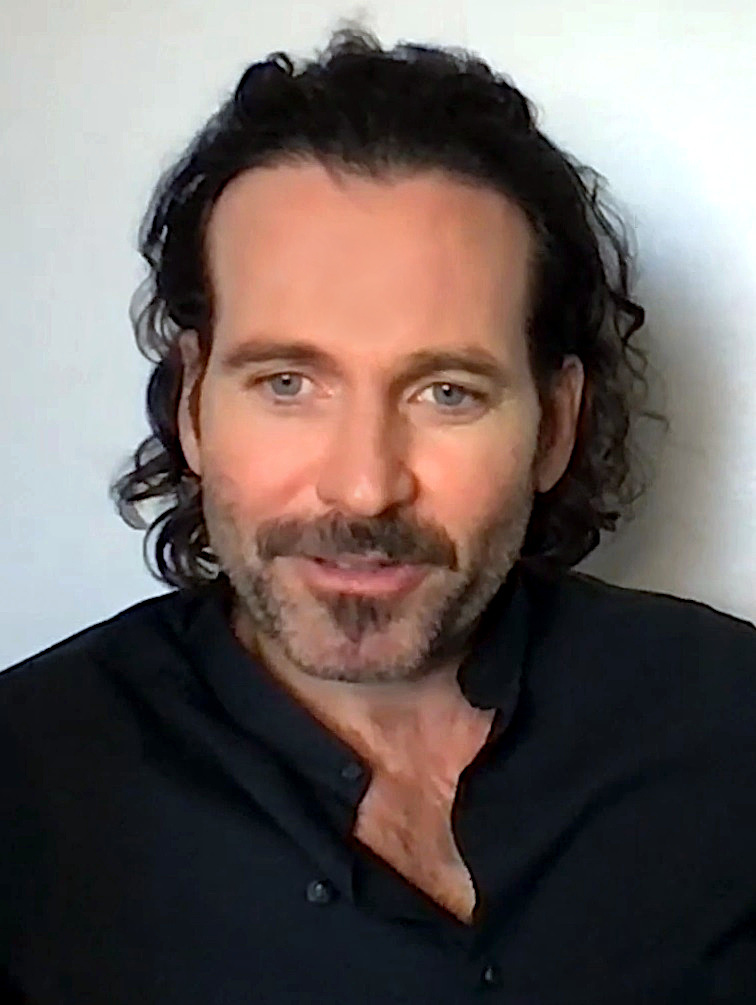
Eion Bailey (2022)

Eion Francis Hamilton Bailey (* 8. Juni 1976 in Santa Ynez Valley, Kalifornien) ist ein US-amerikanischer Schauspieler.

## Leben
Eion Bailey wuchs in Santa Ynez Valley in Kalifornien auf. Sein Vater war Pilot und Besitzer einer kleinen Fluglinie für Kurzflüge innerhalb des Staates. Als Eion zwölf Jahre alt war, gab sein Vater ihm erstmals Flugstunden. Bereits in der Schule entdeckte Bailey sein Schauspieltalent und nahm an zahlreichen Schulaufführungen teil. Schließlich studierte er an der American Academy of Dramatic Arts in New York City die Schauspielkunst.
Erste Aufmerksamkeit erlangte Bailey durch Auftritte in den Fernsehserien Dawson’s Creek, Buffy – Im Bann der Dämonen und Emergency Room – Die Notaufnahme. Sein Seriendurchbruch gelang ihm aber wahrscheinlich mit der im Zweiten Weltkrieg spielenden Mini-Serie Band of Brothers – Wir waren wie Brüder unter der Regie von Tom Hanks und Steven Spielberg. Darin übernahm er die Rolle des Soldaten David Kenyon Webster.
Auf der Leinwand tauchte Bailey erstmals in dem Drama A Better Place aus dem Jahre 1997 auf. Außerdem war er als Nebendarsteller in dem Ballettfilm Center Stage (2000) und dem Thriller Fight Club (1999) zu sehen. Sein Bekanntheitsgrad stieg zudem mit dem Psychothriller Mindhunters (2004). In diesem Film spielte er einen Profiler in Ausbildung, der zusammen mit seinen Kollegen (unter anderem gespielt von Val Kilmer und LL Cool J) auf einer abgelegenen Insel festgehalten und von einem unbekannten Mörder bedroht wird.
Eion Bailey sprach für die Hauptrolle in Batman Begins vor, allerdings wurde die Rolle später mit dem Schauspieler Christian Bale besetzt. Außerdem hatte er einen Auftritt in der US-Serie Numbers – Die Logik des Verbrechens. Von 2011 bis 2013 hatte er in der Fantasyserie Once Upon a Time – Es war einmal … die Rolle des August W. Booth inne.

## Filmografie
- 1997: A Better Place

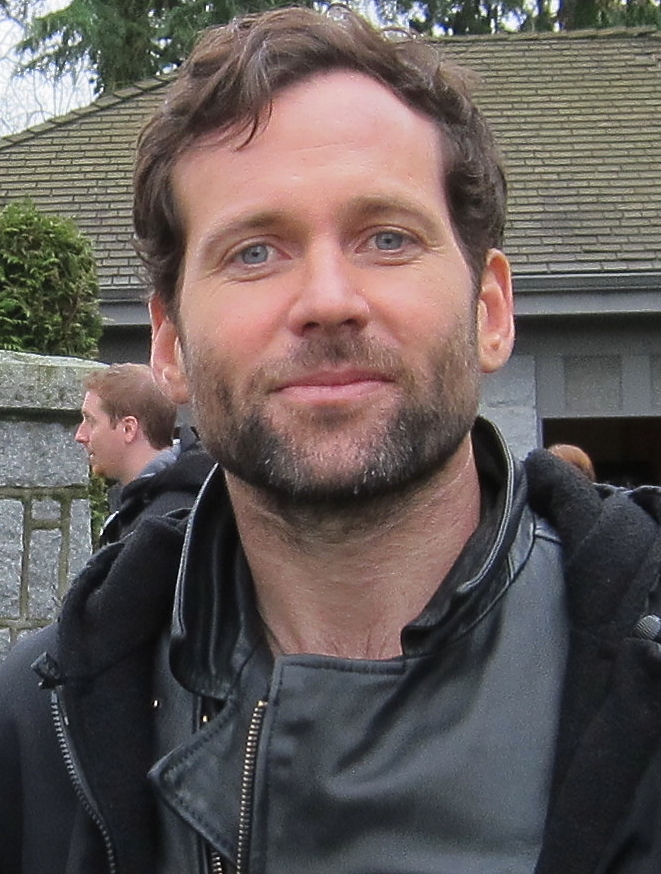
Eion Bailey (2012)

- 1997: Buffy – Im Bann der Dämonen, (Buffy the Vampire Slayer, Fernsehserie, Folge 1x06 Das Lied der Hyänen)
- 1998: Significant Others (Fernsehserie, 6 Folgen)
- 1998: Dawson’s Creek (Fernsehserie, 2 Folgen)
- 1999: Fight Club
- 2000: The Young Unknowns
- 2000: Center Stage
- 2000: Almost Famous – Fast berühmt (Almost Famous)
- 2001: Seven and a Match
- 2001: Band of Brothers – Wir waren wie Brüder (Band of Brothers, Fernsehserie, 6 Folgen)
- 2002: The Scoundrels Wife
- 2003: Pancho Villa – Mexican Outlaw (And Starring Pancho Villa)
- 2003: Without a Trace – Spurlos verschwunden (Without a Trace, Fernsehserie, Folge 2x03 Lebenslügen)
- 2004: Mindhunters
- 2004: Sexual Life
- 2004–2005: Emergency Room – Die Notaufnahme (ER, Fernsehserie, 10 Folgen)
- 2005: Mount of Olives
- 2005: Life of the Party
- 2006: Nightmares & Dreamscapes: Nach den Geschichten von Stephen King (Nightmares & Dreamscapes: From the Stories of Stephen King)
- 2006: Candles on Bay Street
- 2006: CSI: NY (Fernsehserie, Folge 2x24 Bombenalarm)
- 2009: The Canyon
- 2009: Numbers – Die Logik des Verbrechens (Numb3rs, Fernsehserie, Folge 5x16 Markt und Marke)
- 2009: Cold Case – Kein Opfer ist je vergessen (Cold Case, Fernsehserie, Folge 6x21 22. November)
- 2010–2011: Covert Affairs (Fernsehserie, 7 Folgen)
- 2012–2013, 2015, 2017: Once Upon a Time – Es war einmal … (Once Upon a Time, Fernsehserie, 21 Folgen)
- 2013: Law & Order: Special Victims Unit (Fernsehserie, Folge 14x21 Trauma)
- 2014: Ray Donovan (Fernsehserie, 5 Folgen)
- 2015: Stalker (Fernsehserie, 6 Folgen)
- 2017: Erpressung – Wie viel ist deine Familie wert? (Extortion)
- 2018: FBI (Fernsehserie, Folge 1x06 Entführt)
- 2020: Emily in Paris (Fernsehserie, Folge 1x04, Ein Kuss ist nur ein Kuss)
- 2021: The Stand – Das letzte Gefecht (Fernsehserie, 9 Folgen)
- seit 2022: From (Fernsehserie)